# شورجة حسين أباد
شورجة حسين أباد (بالفارسية: شورجه‌حسین‌آباد) هي قرية تقع في قسم بسطام الريفي (مقاطعة تشايبارة) في إيران.